# فردریک کریستین
فردریک کریستین (لهستانی: Fryderyk Krystian Wettyn) یکی از افراد خاندان ویتین بود. او سومین پسر آگوستوس سوم لهستان ولی بزرگترین پسری بود که زنده ماند.